# الأسطورة (مسلسل تركي)
اسمة الأسطوة / الأسطورة (بالتركية: Adi Efsane)‏ هو مسلسل دراما اجتماعي تركي من بطولة الممثلة جوكتشا بهادر والممثل إردال بيسيكشيلو، عـُرض على قناة كانال دي التركية في 28 يناير 2017.

## قصة
تدور قصة المسلسل حول طارق (إردال بيسيكشيلو) لاعب كرة السلة القديم المشهور واللذي تقاعد بسبب اصابة تعرض لها هددت مسيرته في ملاعب كرة السلة، وهو اب لـ بنتين احداهما تدعي ميليس والاخري زينب ولكن توفيت زوجته وتقوم خاله البنات سيشيل (روجدا ديمير) برعايتهم لانها هي التي تملك الوصايا عليهن، يحاول طارق تحسين حياتة السيئة من اجل استعادة بناتة وتأسيس مستقبل مشرق له ولبناتة ويعمل طارق في مدرسة ثانوية حكومية ويتعرف هناك علي معلمة الأدب التركي (جوكتشا بهادر)، وهناك يتعرف طارق علي بعض الطلاب اللذين يضمهم الي فريق كرة السلة بقيادة زميلهم هاكان (جيم) ويسعي طارق لتوقيع العقد في المدرسة والحصول علي حياة أفضل ليستعيد بناتة وتدور الاحداث حوال المشاكل التي يتعرض لها طارق ومحاولاته في استعادة بناته.

## الشخصيات والممثلين
| الشخصية       | الممثل             | الدور | حلقات الظهور  |
| ------------- | ------------------ | --- | ------------- |
| طارق اكسوي    | اردال اوغلو        | لاعب كرة سلة فقد بناتة وزوجته ومهنته ويحاول جاهداً استعادة بناته وتوفير حياة جيدة لهم وتحسين حياته.              | من 1 الي 20   |
| بهار كارجوز   | جوكتشا بهادر       | معلمة الادب التركي التي يتعرف عليها طارق في المدرسة التي يعمل بها مدرباً وهي معلمه مثالية ومميزة.                | من 1 حتي 20   |
| سيشيل كاراهان | روجدا ديمير        | زوجة اخت طارق وتملك الوصايا علي بناته وهي كانت تحب طارق في السابق وتحاول ان ترتبط به.                           | من 1 حتي 20   |
| كوثر          | جونيش هيات         | ام بهار وهي ترفض علاقة ابنتها بطارق وتري انه مختل عقلياً.                                                        | من 1 حتي 20   |
| حسن           | رحا أوزكان         | صديق طارق ويعمل شرطي ويحاول دائما مساعدتة.                                                                      | من 1 حتي 20   |
| جولسوم        | نورهيات بوز        | ام هاكان وهي امرأه تبحث عن راحه اولادها رغم زوجها العصبي الذي يكره عائلته.                                      | من 1 حتي الآن |
| هاكان شاهين   | جيم يجيت أوزوموغلو | هو طالب ثانوي في المدرسة التي يعمل بها طارق وبهار وهو زعيم لاصدقائة وكان يكرة طارق في بداية الامر ثم اصبح يحبه. | من 1 حتي الآن |
| فكرت يورداكول | باران بوليكبوشي    | هو طالب ثانوي في نفس المدرسة وهو اقرب اصدقاء هاكان ويحب كرة السلة والغناء.                                      | من 1 حتي الآن |
| ميليس اكسوي   | الميلا أدا         | ابنة طارق الكبري لا تحب والدها وتكرة ان تكون محكومة من اي شخص وتقسو علي والدها بسبب ما عاشتة امها بسببة.        | من 1 حتي 20   |
| سيبال         | أوزجو كايا         | هي حبيبة فكرت ولكنها تركض وراء المال ويتضح انها تحب هاكان ولا تحب فكرت.                                         | من 1 حتي الآن |
| علي أكنجي     | كاان سيفا          | هو أحد اصدقاء هاكان وهو شاب غريب الاطوار ويحب اصدقائة كثيراً.                                                    | من 1 حتي الآن |
| صادق أوزون    | هاكان اوماك        | احد اصدقاء هاكان وهو اكثرهم طاعة ويحب اصدقائة كثيراً ويعتبرهم اخوتة.                                             | من 1 حتي الآن |
| مرجان باشيران | دليهان اراس        | هي صديقة سيبال المقربة.                                                                                         | من 1 حتي الآن |
| عمر باشيران   | بوراك إيباسطي      | اخو مرجان ودائما يحاول ان يكون من ضمن فريق هاكان واصدقائة.                                                      | من 1 حتي الآن |
| دورسون        | دينيز أتام         | عامل تنظيف بالمدرسة يحب طارق ويساعدة، وهو طيب وخدوم للجميع.                                                     | من 1 حتي الآن |
| ياسر          | مراد كاراسو        | مدير المدرسة التي يعمل بها طارق وبهار.                                                                          | من 1 حتي الآن |
| كيفانش ايرتوم | إمري باي           | حبيب ميليس السابق، ويسعي دوما ليفسد علاقة ميليس وهاكان.                                                         | من 1 حتي الآن |
| شيلار         | إيدا شولانجي       | صديقة ميليس المقربة.                                                                                            | من 2 حتي الآن |
| ايمرة         | شالاناز كارجي      | ابن عم وصديق كيفانش المقرب.                                                                                     | من 2 حتي الآن |
| سيفي شاهين    | بولينت ديزجونولو   | والد هاكان وهو رجل عصبي ولا يحب عائلتة ويورطهم دوما ويسبب مشاكل كبيرة.                                          | من 1 حتي الآن |
| زينب اكسوي    | ليا كيرشان         | ابنة طارق الصغري تعشق والدها وتتمني العيش معة.                                                                  | من 1 حتي 20   |
| امينة شاهين   | شاغلا كارجي        | اخت هاكان الصغري وهي تحب هاكان كثيرا وتعتبرة ملجئها الوحيد.                                                     | من 1 حتي الآن |

## القصة
طارق (إردال بيسيكشيلو) لاعب كرة السلة القديم المشهور واللذي تقاعد بسبب اصابة تعرض لها هددت مسيرته في ملاعب كرة السلة، وهو اب لـ بنتين احداهما تدعي ميليس والاخري زينب ولكن توفيت زوجته وتقوم خاله البنات سيشيل (روجدا ديمير) برعايتهم لانها هي التي تملك الوصايا عليهن، يحاول طارق تحسين حياتة السيئة من اجل استعادة بناتة وتأسيس مستقبل مشرق له ولبناتة ويعمل طارق في مدرسة ثانوية حكومية ويتعرف هناك علي معلمة الأدب التركي (جوكتشا بهادر)، وهناك يتعرف طارق علي بعض الطلاب اللذين يضمهم الي فريق كرة السلة بقيادة زميلهم هاكان (جيم) ويسعي طارق لتوقيع العقد في المدرسة والحصول علي حياة أفضل ليستعيد بناتة وتدور الاحداث حوال المشاكل التي يتعرض لها طارق ومحاولاته في استعادة بناته.

## انسحاب ابطال المسلسل
قرر اردال اوغلو الانسحاب من المسلسل الذي يقوم ببطولته وذلك بسبب المضايقات التي تعرض لها من الجماهير والتي ذكروا فيها انهم اعتادوا علي رؤيته في ادوار الأكشن والإثارة. وظهرت بعض الاخبار حول انه يصور أحد المسلسلات الاخري والتي سوف تكون علي الإنترنت في ظهور 13 حلقة.مما ادي الي جعل معظم ابطال المسلسل مثل جوكتشا بهادر وروجدا ديمير ورحا اوزكان والميلا ادا وليا شاركان وجونشن هيات الانسحاب من المسلسل عند الحلقة 20 أي بتاريخ 10 يونيو 2017 ستكون اخر حلقه لـ اردال وجوكتشا وروجدا في العمل، وكذلك انسحب مخرج المسلسل سليم اركول من العمل. وما زالت شركه الإنتاج لم تحدد ان كانت ستغير الابطال أو ستخرج قصصهم من المسلسل نهائياً.

## تغير وضع المسلسل
بسبب انسحاب معظم ابطال المسلسل مثل اردال اوغلو وجوكتشا بهادر وروجدا ديمير ورحا اوزكان وجونش هيات والميلا ادا وليا شاركان من المسلسل قررت شركة الإنتاج إكمال المسلسل في الموسم الصيفي رغم انه كان من المفترض ان يتوقف ويعود في الموسم القادم، ولكن شركة الإنتاج قررت إكمال المسلسل بنفس الطاقم ولكن ظهرت الشائعات حول تغير اسم المسلسل بالاخص بعد معظم الابطال من العمل. ومن المقرر ان يستمر المسلسل في الصيف بالطاقم الشبابي المتكون من جيم يغيت اوغلو وباران وكان وهاكان واوزجو كايا ودليهان اراس.

## نسبة المشاهدة
حقق المسلسل نسب مشاهده ممتازة في فترات عرضة ولكنه شهد الهبوط في بعض الأحيان والجدول التالي يوضح نسب المشاهدة.
| الحلقة                | التاريخ   | المركز | نسبة المشاهدة |
| --------------------- | --------- | ------ | ------------- |
| الأولي                | 28 يناير  | 14     | 3.14          |
| الثانية               | 4 فبراير  | 7      | 4.16          |
| الثالثة               | 11 فبراير | 4      | 5.16          |
| الرابعة               | 18 فبراير | 3      | 4.79          |
| الخامسة               | 25 فبراير | 3      | 5.55          |
| السادسة               | 4 مارس    | 3      | 5.49          |
| السابعة               | 11 مارس   | 4      | 4.78          |
| الثامنة               | 18 مارس   | 4      | 4.42          |
| التاسعة               | 25 مارس   | 4      | 4.14          |
| العاشرة               | 1 ابريل   | 11     | 3.23          |
| الحادية عشر           | 8 ابريل   | 7      | 3.99          |
| الثانية عشر           | 15 ابريل  | 7      | 4.08          |
| الثالثة عشر           | 22 ابريل  | 8      | 3.73          |
| الرابعة عشر           | 29 ابريل  | 6      | 3.54          |
| الخامسة عشر           | 6 مايو    | 9      | 3.5           |
| السادسة عشر           | 13 مايو   | 6      | 3.02          |
| السابعة عشر           | 20 مايو   | 5      | 3.50          |
| الثامنة عشر           | 27 مايو   | 10     | 3.72          |
| التاسعة عشر           | 3 يونيو   | 13     | 2.74          |
| الاخيرة (الجزء الأول) | 10 يونيو  | 9      | 3.15          |